# اعداد جادویی (برنامه‌نویسی)

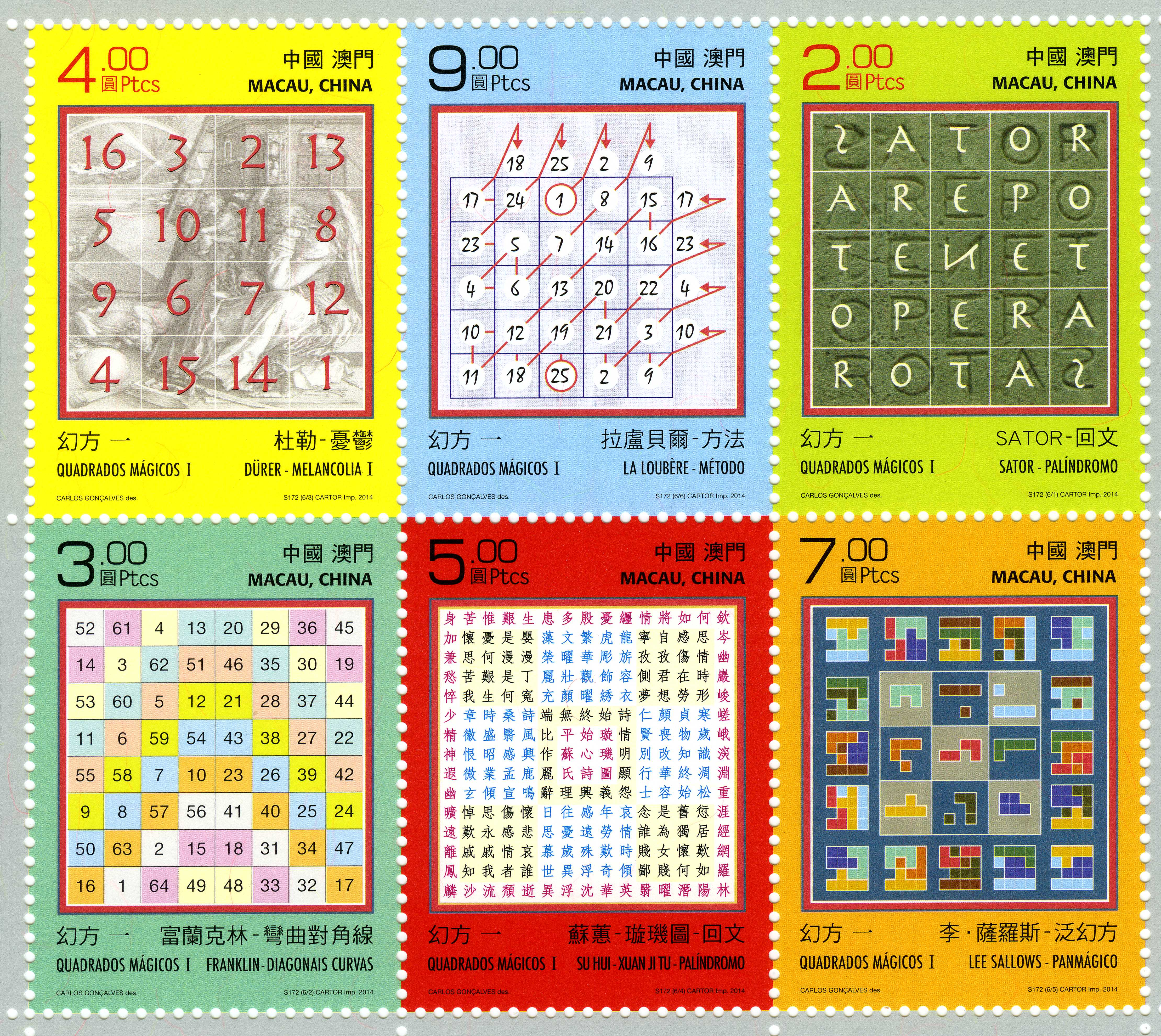
اعداد جادویی (برنامه‌نویسی)

در برنامه‌نویسی کامپیوتر اعداد جادویی می‌تواند معانی متنوعی داشته باشند. از جمله:
- عدد یا متنی ثابت که در ابتدا یا انتهای یک فایل کامپیوتری، فرمت آن را مشخص می‌کند.
- ترکیب‌های ثابتی از حروف و اعداد که تنها یک کاربرد دارند و نمی‌شود آن‌ها را با چیز دیگری اشتباه گرفت
- مقادیر خاصی که در جاهای مختلف استفاده می‌شوند و در برنامه‌نویسی می‌توان آن‌ها را به شکل ثابت‌های برنامه‌نویسی تعریف کرد.

## پیدایش
اولین بار در نسخه‌های اولیه سیستم عامل یونیکس نسخه ۷ عبارت اعداد جادویی بکار رفت و با اینکه امروز معنی آن بسیار گسترده‌تر از آن شده اما عبارت هنوز هم در دنیای کامپیوتر معنی خاص خود را حفظ کرده‌است.
به عنوان یک نمونه از اعداد جادویی، می‌توان به فایل گیف اشاره کرد که همیشه با GIF81a شروع می‌شود یا فرمت جی. پگ که همیشه با DB شروع شده و با FF تمام می‌شود.